# Raoul Hyman
Raoul Hyman (Durban, 12 de maio de 1996) é um automobilista sul-africano.

## Carreira
Iniciou a carreira profissional no automobilismo em 2013, disputando a Fórmula 4 BRDC. Ele também disputou provas de Fórmula 3 Europeia, Fórmula 4 Britânica, GP3 Series (pela equipe Campos Racing), Euroformula Open e Fórmula 3 Asiática, onde foi campeão em 2018 - embora vencesse apenas uma vez na temporada e não conquistasse nenhuma pole position, venceu com apenas dois pontos de vantagem sobre Jake Hughes.
Em 2019, Hyman competiu o Campeonato de Fórmula 3 da FIA pela equipe Sauber Junior Team by Charouz. Embora seja sul-africano, ele disputou o campeonato usando uma licença britânica), assim como também na Toyota Racing Series.